# 창원무성리소나무
창원 무성리 소나무(昌原武城里소나무)는 경상남도 창원시 의창구 동읍에 있던 소나무이다. 1985년 1월 14일 경상남도의 기념물 제76호로 지정되었다가, 1995년 5월 4일 문화재 지정이 해제되었다.

## 참고 문헌
- 창원무성리소나무 - 국가유산청 국가유산포털